# Яблонна
Яблонне (пол. Jabłonna) — річка в Польщі, у Свебодзінському й Зельноґурському повітах Любуського воєводства. Ліва притока Одри (басейн Балтійського моря).

## Опис
Довжина річки 18 км, найкоротша відстань між витоком і гирлом — 12,74 км, коефіцієнт звивистості річки — 1,42.

## Розташування
Бере початок на північно-східній стороні від села Кенпсько ґміни Скомпе. Тече переважно на південний захід і на північно-східній стороні від села Вишина впадає у річку Одру.
Населені пункти вздовж берегової смуги: Нєказнин, Глогуш, Бжезє.

## Цікавий факт
- Біля витоку річки пролягає євроавтошлях Е65, S3.[2]